# Festival internacional del humor
Festival Internacional del Humor es un programa de la televisión colombiana, producido y transmitido por Caracol Televisión, se originó y ha estado al aire desde 1978 continuamente, hasta la 16.ª edición de 1999 se mantuvo constante, volvió al aire para la edición del 2004, y de nuevo pasó tiempo para volver a las pantallas en el año 2010 hasta el 2019 , y tiempo después desde 2024 con la excepción del año 2011 y los años compilados entre 2020 y 2023 en los cuales no se emitió.

## Sinopsis
Su primera edición, en 1978, fue conducida por Fernando González Pacheco. Artistas invitados de varios países dan una muestra de su talento, en diferentes números artísticos que pueden ser de humor, magia, imitación y baile.

## Presentadores
- Fernando González Pacheco: 1978 fue un actor de cine y televisión, presentador, animador y periodista hispano-colombiano.
- Alfonso Lizarazo: 1982 - 1998 fue de los creadores de este proyecto, presentador y director.
- Jota Mario Valencia: 1999 y 2004 presentador y director.
- Andrés López:  2010 y 2012 Es un comediante y actor colombiano, considerado como el primer exponente del género Stand-up comedy en Colombia.[7]
- Valerie Domínguez: 2010 y 2012 Es una actriz, modelo y diseñadora colombiana. Fue coronada como Señorita Colombia en el año 2005, además, es prima de la estrella del pop, Shakira y de la también Ex-Señorita Colombia Adriana Tarud Durán.
- Gabriel de las Casas: 2013 Es un locutor y presentador colombiano, conocido por pertenecer al famoso y tradicional programa radial La Luciérnaga; también presentó el programa También caerás, en el año 2008.
- Taliana Vargas: 2013 Es una actriz, modelo y presentadora colombiana, que fue elegida Señorita Colombia 2007-2008, en el Concurso Nacional de Belleza de Colombia, en el cual representó al departamento de Magdalena; en 2008 obtuvo el título de Virreina en Miss Universo 2008 en representación de Colombia.[8] En 2009 comenzó su carrera actoral en varias producciones, destacándose en Bermúdez, Chepe Fortuna y Rafael Orozco, el ídolo, entre otras. Además, también ha presentado varios programas, uno de ellos siendo el Desafío 2009: La lucha de las regiones, la revancha.
- Carolina Cruz: 2014, 2015, 2017, 2018 y 2019.  Es una empresaria, modelo y presentadora colombiana.
- Santiago Rodríguez: 2014 y 2015 Es un actor, humorista y presentador, más conocido por participar en El man es Germán y por ser presentador en Colombia tiene talento.
- Dany Alejandro Hoyos: 2016 presentador, director y humorista.
- Ernesto Calzadilla: 2024 Actor y presentador.

## Invitados
| - §Double Fantasy - §Mike Chao - Michael Delano - Fosforito - Tola y Maruja - Piter Albeiro - "Boyacomán" - Light Painting - Acrobatic Wheel Sensation - Francisco Mirargotti - Carlos Sánchez - Vik y Fabrini - Karim - Luis Pardo - Teo González - Mac Phamtom - Bonco Quiñongo - Joél Sánchez - ToomPak - Cessy - Los tres tristes Tigres - El Kompayaso - Elenco del programa radial 'Voz Populi - Los Taps - Juan Ricardo Lozano "Alerta" - Iluminate - Hassam - Carlos El "Mono" Sánchez - Bir Khalsa Group - Marco Tempest - Lucho Navarro - David García "Jeringa" - JJ - Esther Gimeno - Gustavo Lorgia - Álvaro Lemmon "El hombre Caimán" - Goyo Jiménez - Joselo - Emilio Lovera - Gustavo Ríos | - Francisco Pinoargotti - Belkis Martinez - Belén Rubio - Stevie Starr - 1920's Swing Fire Duo - Comedy Balloon - James More - Natalia Valdebenito - Gilberto Gless - Elenco del programa Sábados felices - Diego Fernández - Gustavo Raley - Joaquín Kotkin - Uno y Medio - Camilo Cifuentes - Erico Trevensoli - Juan Barraza - Cessy Casanova - Álvaro Carmona - "La Gorda" Fabiola - "Polilla" - Leonardo Cuervo - Andrés López - Camilo Cifuentes y Natalia Carulias - "Piroberta" - "Triki Traque" - Don "Jediondo" - "Lokillo" - Bhono - "Colectivo Maski" - Aleksandr Batuev - "Pasha y Aliona" - "Midachi Trio Show" - Juan Tamariz - Virulo - Raúl Vale - Joe & Moy - Timo Marc - Spark Fire Dance - Vargasvil - Kristof el Belga | - Javicho Soria - Azeri Brothers - Julio Sabala - El Moreno Michael - Carlos Donoso - Bobby Comedia - Ilona Staller La Cicciolina - "Grupo Salpicón" - Los Trovadores de Cuyes - Maxence Vire - Diego Urrutia - Yu Honji - Mariano Mistik - Bubbles - Evolution, Show Electricity - Bello Sisters - Costin Pity - Jorge Alís - Jorge Muñoz "Tato" - Merpín - Hermanos Rodríguez Jr - Maximiliano de la Cruz - Sara Escudero - Dany Boy - Strongman Roberto' - Fakir Testa - Alfredo Díaz - Jordi Caps - Jandro - José Simhon - Juan Camilo Orrego - Hand lich |

## Audiencia por año
| Programa                                     | Año  | Lugar    | Índice de audiencia |
| -------------------------------------------- | ---- | -------- | ------------------- |
| I Festival Internacional del Humor 1978      | 1978 | Colombia |                     |
| II Festival Internacional del Humor 1982     | 1982 | Colombia |                     |
| III Festival Internacional del Humor 1986    | 1986 | Colombia |                     |
| IV Festival Internacional del Humor 1987     | 1987 | Colombia |                     |
| V Festival Internacional del Humor 1988      | 1988 | Colombia |                     |
| VI Festival Internacional del Humor 1989     | 1989 | Colombia |                     |
| VII Festival Internacional del Humor 1990    | 1990 | Colombia |                     |
| VIII Festival Internacional del Humor 1991   | 1991 | Colombia |                     |
| IX Festival Internacional del Humor 1992     | 1992 | Colombia |                     |
| X Festival Internacional del Humor 1993      | 1993 | Colombia |                     |
| XI Festival Internacional del Humor 1994     | 1994 | Colombia |                     |
| XII Festival Internacional del Humor 1995    | 1995 | Colombia |                     |
| XIII Festival Internacional del Humor 1996   | 1996 | Colombia |                     |
| XIV Festival Internacional del Humor 1997    | 1997 | Colombia |                     |
| XV Festival Internacional del Humor 1998     | 1998 | Colombia |                     |
| XVI Festival Internacional del Humor 1999    | 1999 | Colombia |                     |
| XVII Festival Internacional del Humor 2004   | 2004 | Colombia |                     |
| XVIII Festival Internacional del Humor 2007  | 2007 | Colombia |                     |
| XIX Festival Internacional del Humor 2010    | 2010 | Colombia | 10.2                |
| XX Festival Internacional del Humor 2012     | 2012 | Colombia | 9.8                 |
| XXI Festival Internacional del Humor 2013    | 2013 | Colombia | 10.9                |
| XXII Festival Internacional del Humor 2014   | 2014 | Colombia | 8.9                 |
| XXIII Festival Internacional del Humor 2015  | 2015 | Colombia | 9.1                 |
| XXIV Festival Internacional del Humor 2016   | 2016 | Colombia | 8.4                 |
| XXV Festival Internacional del Humor 2017    | 2017 | Colombia | 9.6                 |
| XXVI Festival Internacional del humor 2018   | 2018 | Colombia | 13.5                |
| XXVII Festival Internacional del Humor 2019  | 2019 | Colombia |                     |
| XXVIII Festival Internacional del Humor 2024 | 2024 | Colombia |                     |

     Festival más visto.
     Festival menos visto.